# Texas Hold’em

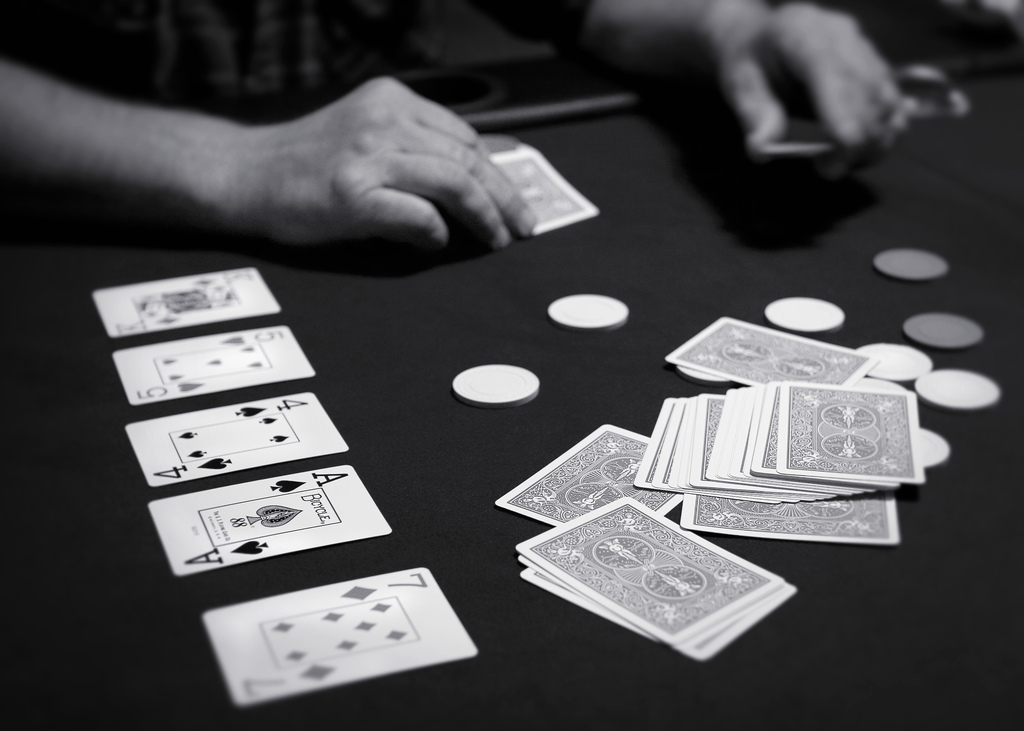
Rozgrywka w Texas Hold’em.

Poker Texas Hold’em (teksański klincz) – najpopularniejsza na świecie odmiana pokera, w Polsce znana głównie jako gra hazardowa. W rozgrywce uczestniczy co najmniej 2 graczy, używa się pełnej talii 52 kart.

## Zasady gry
Jeden z graczy jest rozdającym (ang. dealer), dwóch graczy siedzących po jego lewej stronie wkłada do puli wymuszone stawki w ciemno – tzw. ciemne. Pierwszy gracz na lewo od rozdającego wkłada małą ciemną (small blind), a drugi dużą ciemną (big blind). Najczęściej duża stawka jest dwa razy większa od małej, choć niekiedy są one równe. Następnie każdemu z graczy rozdaje się po dwie zakryte karty (ang. pocket cards lub hole cards), począwszy od pierwszego gracza na lewo od rozdającego zgodnie z ruchem wskazówek zegara. Karty te mogą widzieć tylko ich posiadacze. Następuje po tym pierwsza runda licytacji zaczynając od pierwszego gracza po lewej stronie od dużej ciemnej. Gracze mają trzy możliwości, mogą:
- spasować karty (fold),
- sprawdzić (call – wyrównać stawkę – równowartość dużej ciemnej, jeżeli nikt wcześniej nie podbił),
- podbić (raise).

Dodatkowo gracz może czekać (check), jeżeli nikt po nim nie podbił, ponieważ włożył on już do puli równowartość najwyższego zakładu.

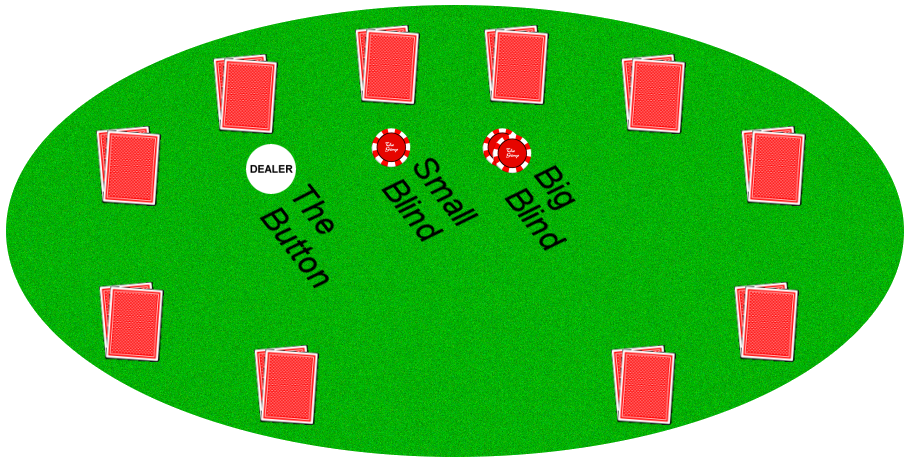
Standardowy układ gry w Texas Hold’emie z zaznaczeniem pozycji.

Po rundzie licytacji, kiedy wszyscy włożyli taką samą ilość pieniędzy do puli (lub spasowali), na stół wykładany jest flop. Są to trzy karty wspólne (ang. community cards), których może użyć każdy z graczy (karty wspólne są odkryte). Następuje druga runda licytacji począwszy od pierwszego gracza na lewo od rozdającego. Jak poprzednio każdy gracz może czekać (jeżeli nikt wcześniej nie podbił), podbić/przebić lub sprawdzić (jeżeli ktoś podbił przed nim). Kiedy wszyscy aktywni gracze włożą taką samą ilość pieniędzy do puli na stół, wykładana jest czwarta karta – turn. Analogicznie rozpoczyna się kolejna runda licytacji, po której ostatnia, piąta karta (river) wykładana jest na stół. Rozpoczyna się ostatnia już runda licytacji, po której następuje wyłożenie kart. Gracze mogą użyć dowolnych 5 kart z 7 dostępnych (5 kart wspólnych i 2 karty własne), aby ułożyć najlepszy układ.

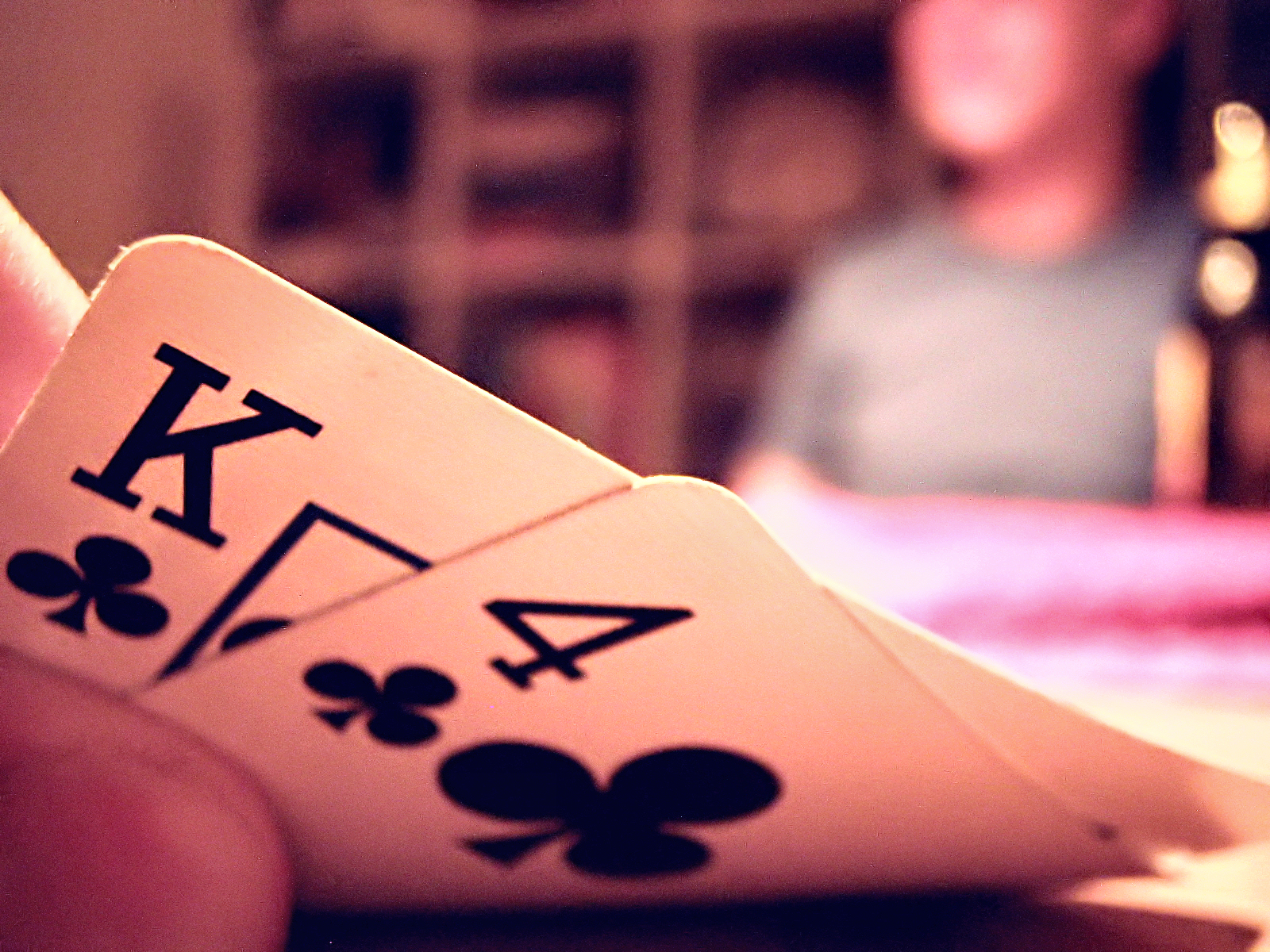
Każdy gracz dysponuje dwiema indywidualnymi kartami.

Pokazywanie kart rozpoczyna się od pierwszego gracza na lewo od rozdającego, jeżeli nikt nie podbił w ostatniej rundzie licytacji, lub od podbijającego, jeżeli został sprawdzony. Karty pokazuje się zgodnie z ruchem wskazówek zegara. Najlepszy pięciokartowy układ wygrywa i zabiera pulę. Jeżeli został pokazany wygrywający układ, to następne osoby nie mają obowiązku pokazywania swoich kart.
Kolejność licytacji i struktura zakładów w ciemno zmienia się, gdy w grze pozostaje dwóch graczy (ang. heads up). Mała ciemna przypada wtedy rozdającemu (dealerowi), natomiast duża ciemna drugiemu graczowi. Ostatnia karta rozdawana jest dealerowi, jednak to on rozpoczyna licytację przed flopem. Po flopie rozdający zagrywa jako ostatni już do końca rozdania.

## Układy kart od najmocniejszego
Poker królewski (as, król, dama, walet, dziesiątka w jednym kolorze) – najwyższy możliwy układ kart w pokerze.
Poker, czyli strit w kolorze (pięć kolejnych kart w jednym kolorze) – jeżeli dwóch graczy ma pokera, wygrywa ten którego poker zaczyna się od wyższej karty.
Kareta (cztery karty tej samej wartości) – jeśli dwóch graczy ma karetę wygrywa ten którego kareta jest z wyższych kart, jeśli obaj mają tę samą karetę (zdarza się tak, gdy kareta składa się wyłącznie z kart wspólnych), wygrywa ten który ma wyższą piątą kartę (piąta karta może być wybrana zarówno z ręki, jak i ze stołu), jeśli także jest taka sama to jest remis i następuje podział puli.
Full (trójka i para) – jeśli dwóch graczy ma fulla wygrywa ten, który ma wyższą trójkę, jeśli obydwaj mają tę samą trójkę wygrywa ten który ma wyższą parę, jeśli i para jest taka sama to jest remis i następuje podział puli.
Kolor (pięć dowolnych kart w tym samym kolorze) – jeśli dwóch graczy ma kolor wygrywa ten którego kolor ma najwyższą kartę.
Strit (pięć kolejnych kart nie w kolorze) – jeśli dwóch graczy ma strita wygrywa ten, którego strit zaczyna się od wyższej karty (as w stricie może być najwyższą lub najniższą kartą – jedynką).
Trójka (trzy karty tej samej wartości) – jeśli dwóch graczy ma trójkę wygrywa ten którego trójka jest z wyższych kart, jeśli trójka jest taka sama to wygrywa ten którego wyższa jest czwarta karta, jeśli jest taka sama to ten który ma wyższą piątą kartę, a jeśli i ona jest taka sama to jest remis i następuje podział puli.
Dwie pary – jeśli dwóch graczy ma dwie pary wygrywa ten z najwyższą parą, jeśli najwyższa para jest taka sama to wygrywa ten który ma wyższą drugą parę, jeśli też jest taka sama to wygrywa ten który ma wyższą piątą kartę, jeśli i ona jest taka sama to jest remis i następuje podział puli.
Para (dwie karty o tej samej wartości) – jeśli dwóch graczy ma parę wygrywa ten z wyższą parą, jeśli para jest taka sama to decydują po kolei trzecia, a później czwarta i ewentualnie piąta karta. Jeśli wszystkie są takie same dla obydwu graczy to jest remis i następuje podział puli.
Wysoka karta (jeśli nie mamy żadnego z powyższych układów to wówczas mamy wysoką kartę) – jeśli dwóch graczy nie ma żadnego układu wówczas wygrywa ten który ma najwyższą kartę, jeśli pierwsza wysoka karta jest taka sama to o zwycięstwie decyduje po kolei druga, trzecia, czwarta i piąta karta, jeśli wszystkie są takie same dla obydwu graczy to jest remis i następuje podział puli.

### Ewaluacja ręki
Jedną z najważniejszych umięjetności w pokerze jest wiedza, jak określić siłę swojej ręki.
Strategia grania każdej ręki może się różnić w zależności od siły kart. Na przykład mając silną rękę gracz może obrać strategię wolnego rozgrywania ręki, tak aby skłonić graczy ze słabymi układami do próby zablefowania w rozdaniu.
Istnieje kilka sposobów oceny siły ręki – poprzez liczenie tzw. autów (kart poprawiających dany układ) lub stosując kalkulatory pokerowe.
- Liczenie autów – logika przemawiająca za tą metodą opiera się na rachunku prawdopodobieństwa, a mianowicie na obliczaniu szansy na wygraną poprzez zliczenie liczby kart dramatycznie zwiększających siłę ręki w stosunku do liczby żetonów niezbędnych do sprawdzenia zakładu.

Karty te nazywane są „outami”. Siła ręki może być mierzona poprzez ilość outów które są w talii (jeżeli nie posiadamy silnego układu, możemy uważać go za silny jeżeli w talii pozostaje duża liczba kart dramatycznie poprawiających siłę naszej ręki).
Poniższa tabela określa prawdopodobieństwo trafienia outów w zależności od liczby kart w talii i typu dobierania (drawa). Większa liczba autów polepsza procentową siłę naszej ręki.
| Auty | Jedna karta % | Dwie karty % | Szanse jednej karty | Szanse dwóch kart | Typ dobierania                                    |
| ---- | ------------- | ------------ | ------------------- | ----------------- | ------------------------------------------------- |
| 1    | 2%            | 4%           | 46                  | 23                | tylny strit lub kolor (wymaga dwóch kart)         |
| 2    | 4%            | 8%           | 22                  | 12                | para na ręku do trójki                            |
| 3    | 7%            | 13%          | 14                  | 7                 | nadkarta                                          |
| 4    | 9%            | 17%          | 10                  | 5                 | strit wewnętrzny / dwie pary do fula              |
| 5    | 11%           | 20%          | 8                   | 4                 | para do dwóch par lub trójki                      |
| 6    | 13%           | 24%          | 6,7                 | 3,2               | wysoka karta do pary / dwie nadkarty              |
| 7    | 15%           | 28%          | 5,6                 | 2,6               | trójka do fula albo karety                        |
| 8    | 17%           | 32%          | 4,7                 | 2,2               | strit otwarty                                     |
| 9    | 19%           | 35%          | 4,1                 | 1,9               | kolor                                             |
| 10   | 22%           | 38%          | 3,6                 | 1,6               | strit wewnętrzny i dwie nadkarty                  |
| 11   | 24%           | 42%          | 3,2                 | 1,4               | strit otwarty i jedna nadkarta                    |
| 12   | 26%           | 45%          | 2,8                 | 1,2               | kolor i wewnętrzny strit / kolor i jedna nadkarta |
| 13   | 28%           | 48%          | 2,5                 | 1,1               |                                                   |
| 14   | 30%           | 51%          | 2,3                 | 0,95              |                                                   |
| 15   | 33%           | 54%          | 2,1                 | 0,85              | kolor i otwarty strit / kolor i dwie nadkarty     |
| 16   | 34%           | 57%          | 1,9                 | 0,75              |                                                   |
| 17   | 37%           | 60%          | 1,7                 | 0,66              |                                                   |

Dla uproszczenia skomplikowanej matematyki obliczania wartości oczekiwanej stosuje się zasadę „mnożenia przez dwa” lub „mnożenia przez cztery”.

## Rodzaje gry
Rozróżniamy pięć podstawowych rodzajów Hold’ema:
- Limit (lub fixed limit) – gracze mogą podbijać o z góry ustaloną stawkę i są ograniczeni liczbą podbić w jednej rundzie licytacji.
- Pot limit – gracze mogą podbijać maksymalnie o tyle, ile aktualnie znajduje się w puli, nie ma ograniczenia co do liczby podbić podczas jednej rundy licytacji.
- No limit – gracze mogą podbijać o wszystkie swoje żetony, nie ma tu górnego limitu podbicia ani ograniczenia co do liczby podbić podczas jednej rundy licytacji.
- Mixed limit – gry toczą się na zmianę – limit Texas Hold’em przeplata się z odmianą no limit Texas Hold’em.
- Duplicate – zawodnicy porównują te same układy na różnych stołach.